# Водзіслав-Шльонський
Водзіслав-Шльонський, Водзіслав-Сілезький (пол. Wodzisław Śląski, чеськ. Vladislav, нім. Loslau, лат. Vladislavia) — місто в південно-західній Польщі біля кордону з Чехією.

## Відомі люди
- Гжегож Карнас (* 1972) — польський джазовий вокаліст, музичний продюсер, автор текстів, бенд-лідер.
- Пйотр Совіш (* 1971) — польський футболіст та тренер.

## Спорт
В Екстраклясі з футболу місто представляє клуб «Одра», що в дебютному для себе сезоні посів третє місце.

## Демографія
Демографічна структура станом на 31 березня 2011 року:
|          | Загалом | Допрацездатний вік | Працездатний вік | Постпрацездатний вік |
| -------- | ------- | ------------------ | ---------------- | -------------------- |
| Чоловіки | 23807   | 4383               | 16380            | 3044                 |
| Жінки    | 25539   | 4215               | 15185            | 6139                 |
| Разом    | 49346   | 8598               | 31565            | 9183                 |